# كريس يانسون
كريس يانسون (12 يونيو 1969 بجينك في بلجيكا - ) هو مدرب كرة قدم ولاعب كرة قدم بلجيكي في مركز الدفاع. شارك مع منتخب بلجيكا لكرة القدم. أما مع النوادي، فقد لعب مع زولته فاريجيم وفيلم تو تيلبورغ وليرس ونادي سينت نيكلاس ونادي فيسترلو ونادي لوكيرين وS.C. Eendracht Aalst ‏ وK.S.K. Heist ‏ و.

## وصلات خارجية
- كريس يانسون على موقع الاتحاد البلجيكي (الإنجليزية)
- كريس يانسون على موقع قاعدة بيانات كرة القدم.إي يو (الإنجليزية)
- كريس يانسون على موقع ناشيونال فوتبول تيمز (الإنجليزية)